# ویلیام گراهام (کارگردان)
ویلیام گراهام (انگلیسی: William Graham؛ ۱۵ مهٔ ۱۹۲۶ – ۱۲ سپتامبر ۲۰۱۳) کارگردان فیلم و تهیه‌کننده فیلم اهل ایالات متحده آمریکا بود. وی بین سال‌های ۱۹۵۸ تا ۲۰۰۲ میلادی فعالیت می‌کرد.

## فیلم‌شناسی
- بازگشت به مرداب آبی
- تغییر عادت
- گودال آب شماره ۳
- کریستی لاو را خبر کن!
- موسولینی: داستان ناگفته
- پرنده‌های شکاری
- سوءظن